# Ад живых мертвецов
«Ад живых мертвецов» (итал. Virus - L’Inferno Dei Morti Viventi; исп. Apocalipsis Canìbal) — итало-испанский фильм ужасов 1980 года режиссёров Бруно Маттеи и Клаудио Фрагассо. Премьера фильма состоялась 17 ноября 1980 года.

## Сюжет
На секретном объекте, занимающемся исследованиями и разработкой в области химии, случается крупная авария, в результате которой происходит утечка некоего газа и все работники, а также живущие в округе люди, превращаются в зомби. В это же время, но в другом месте отряд спецназа в количестве четырёх человек освобождает американское консульство от террористов-захватчиков. После этого группу спецназа отправляют в заражённый район Новой Гвинеи, где ранее произошла авария. Здесь спецназовцы в деревне обнаруживают телеведущую Лию, оператора, а также семейную пару и их ребёнка. Увы семейная пара и их ребенок погибают. Далее отряд спасает выживших и они все вместе ходят по джунглям Новой Гвинеи отстреливая полчища зомби, таким образом пытаясь локализовать возникшую в результате аварии катастрофу.

## В ролях
- Маргит Эвелин Ньютон — телеведущая Лия Руссо
- Роберт О'Нил — лейтенант Майк Лондон, командир спецназа
- Франк Гарфилд — Франко Дзанторро
- Хосеп Луис Фоноль (в титрах указан как Luis Fonoll) — Осборн, напарник Дзанторро
- Селан Карей —  спецназовец Винсент
- Габриель Реном — оператор Макс
- Чезаре Ди Вито — техник Лоусон
- Виктор Израэль — зомби-священник
- Бернард Сераи — ассистент Барретта

## Производство фильма
Съёмки картины прошли в Испании. По словам режиссёра фильма Бруно Маттеи, он специально не планировал соединить в одной картине таких персонажей, как зомби и каннибалы и не пытался превзойти им фильмы Умберто Ленци и Лучо Фульчи.
В фильме имеются взятая из других фильмов музыка в исполнении группы Гоблин, которая в оригинальном варианте звучала в Рассвете мертвецов и Заражении, и документальные кадры о жизни диких племён. По словам самого режиссёра фильма при использовании музыки группы Гоблин не возникало каких-то проблем, так как создатели фильма работали совместно с музыкальной фирмой, обладающей правами на эти произведения.
По словам Фрагассо (сорежиссёра и автора сценария), через тематику оживших мертвецов он пытался показать проблему голода в странах третьего мира:

Я подумал, что отобразить голод через живых мертвецов будет хорошей идеей. Мне понравилась идея о фабриках, производящих пищу из покойников. Будто Америка, чтобы остановить голод в странах третьего мира, решит скормить им их же мертвецов!
Оригинальный текст (англ.)I thought it would have been a good idea to represent hunger in the world through the living dead. I liked the idea of having factories that produce food from dead bodies. It was as if America were trying to stop famine in the Third World by them eating their own dead!

## Релиз
Международные названия фильма:

Англоязычные страны: Hell of the Living Dead, Night of the Zombies, Zombie Creeping Flesh

Италия: Virus - L’Inferno dei Morti Viventi

Испания: Apocalipsis Canìbal

## Художественные особенности
Фильм отличается примитивностью и дешевизной. Актёрская игра бездарна, специальные эффекты далеко оставляют желать лучшего. Не обошлось в подобного роде фильме и без обнажёнки — обнажённой в фильме можно видеть исполнительницу роли телеведущей Лии Мэргит Эвелин Ньютон.